# Cambita Garabitos
Cambita Garabitos es un municipio de la República Dominicana, que está situado en la provincia de San Cristóbal.

## Toponimia
El nombre de Cambita Garabitos proviene de una palabra compuesta por el vocablo Camba, lugar de origen de los negros traídos del Valle del Camba (África) a trabajar en la hacienda. Cambita significa popularmente negrita, pequeño valle, pequeña camba; mientras que Garabitos se origina por la familia española de ese apellido.

## Localización
Se halla ubicado, entre escarpadas y altas montañas, en un valle intramontano de la vertiente sureste de la Cordillera Central, a 40 km del Distrito Nacional y a 12 km de la cabecera de la provincia de San Cristóbal.

## Límites
Municipios limítrofes:
|             | Norte: Villa Altagracia y Los Cacaos |                     |
| Oeste: Baní |                                      | Este: San Cristóbal |
|             | Sur: Yaguate                         |                     |

## Hidrografía
Cambita es una importante cuenca hídrica la cual pertenece a la gran cuenca del Nigua, en su territorio existe innumerables arroyuelos, arroyos, cañadas, y correntias superficiales de aguas que surcan los terrenos montañosos, escarpados y húmedos de este municipio para formar cursos de agua que desembocan en el río Yubazo, afluente del Río Nigua.
El Río Yubazo afluente directo del río Nigua en la Ciudad de San Cristóbal, nace en las escarpadas y altas montañas que le rodean, desemboca en el río (Nigua) que también surca parte del territorio de este municipio por el noroeste,a su paso por Cambita toma el nombre de El Tablazo.
En esta zona se encuentran las presas de Jiguey y Valdesia, en el Río Nizao, que tomaron el nombre de Complejo Hidroeléctrico Joaquín Balaguer en 2007.

## Historia
El origen del municipio se sitúa en 1544 cuando el regidor del Ayuntamiento de Santo Domingo, llamado Juan de Ampies, funda la Hacienda Santa Bárbara de Yamán por estar ubicada en la ribera suroeste del río Yamán o Yubazo. De esta hacienda quedan restos de un ingenio azucarero a la derecha de la carretera que conduce al paraje de La Toma.
Más tarde, a la parte nordeste llegan los hermanos Antonio y Eugenio Garabitos, de origen español, quienes fundan varias estancias agrícolas y ganaderas.
El 24 de mayo de 1551 se constituyó por el acto notarial en Santo Domingo el Mayorazgo de la Familia de Bastidas, del cual formaba parte lo que hoy conocemos como el poblado de Cambita Garabitos. La sección de Cambita fue elevada a la categoría de Distrito Municipal en el año 1973 y el 21 de abril de 1987, mediante la ley 43-87 aprobada por el Congreso Nacional, se eleva a la categoría de municipio. 

## Distritos municipales
Está formado por los distritos municipales de:
| Nombre                | Código   |
| --------------------- | -------- |
| Cambita Garabitos     | 05210401 |
| Cambita El Pueblecito | 05210402 |

## Barrios
- La toma
- Las Torres
- El Acueducto
- Arroyo Higüero
- Codetel
- Codetel Arriba
- Polígono Central
- Las Casitas
- El Muro
- El Hoyo
- Jeringa
- Invi
- Ofasa
- Invi parte atrás
- 15 de Agosto
- Lucinda
- Las Toronja
- Las Nueces
- Urbanización Bienvenido
- Villa Verde
- Villa Verde Arriba
- Alto de los Ubaldos
- El Cajon
- La Lagunita

## Clasificación
El Municipio es clasificado como municipio de función productiva, articulación de extensión, estructuración básica, jerarquía político-administrativa de común cabecera, dimensión pequeña, ocupación puntual, situación geográfica intramontano, grado de complejidad área urbana y grado de estructura jerárquica de aglomeración monocéntrica.

## Economía
El municipio posee una diversificación en la producción y exportación de distintas variedades de productos agrícolas, en las que cabe señalar, guineo, tayota, cacao, café, limón, mango, habichuela, maíz y aguacate, siendo este la insignia de la producción municipal ya que municipio está considerado como el mayor productor y exportador de aguacate de la República Dominicana y el segundo mayor productor por metros cuadrados del mundo.

### Turismo
El micro-clima del municipio constituye su principal atractivo turístico, en que la temperatura promedio en invierno y verano varía según la ubicación. 
En las colonias Ranfis ubicada en la cima de una montaña de unos 890 (m s. n. m.) sobre el nivel de mar, alberga más de 390 villas de Campo, propiedad de diversos personajes del mundo Artístico, Diplomático, Político y empresarial de República Dominicana Amantes a las agradables temperaturas,
La Zona posee un restaurante alemán ("Restaurante Aubergine"), con su cocina creativa y una vista panorámica espectacular desde donde se puede apreciar la ciudad de Santo Domingo. Los Lagos de la presa de Jiguey y embalse de Aguacate sirven como entretenimiento de quienes son amantes de la natación y la pesca además de la belleza de los paisajes de la zona.